# Zinnia bicolor
Zinnia bicolor là một loài thực vật có hoa trong họ Cúc. Loài này được Augustin Pyramus de Candolle miêu tả khoa học đầu tiên năm 1836 dưới danh pháp Mendezia bicolor như là loài duy nhất của chi Mendezia. Năm 1881 William Botting Hemsley gộp Mendezia vào Zinnia.

## Phân bố
Loài này là bản địa đông bắc và tây nam Mexico.